# Alexander Kolyaskin Memorial 2005
L'Alexander Kolyaskin Memorial 2005 è stato un torneo di tennis facente parte della categoria ATP Challenger Series nell'ambito dell'ATP Challenger Series 2005. Il torneo si è giocato a Donec'k in Ucraina dal 5 all'11 settembre 2005 su campi in cemento.

## Vincitori

### Singolare
Łukasz Kubot ha battuto in finale  Alexander Peya con il punteggio di 6–4, 6–2

### Doppio
Mikhail Filima /  Orest Tereščuk hanno battuto in finale  Uros Vico /  Lovro Zovko con il punteggio di 6–2, 6–3